# American Rocket Society
A American Rocket Society (ARS) foi criada em  4 de Abril de 1930, com o nome de American Interplanetary Society. Ela foi fundada pelos escritores de ficção científica: George Edward Pendray, David Lasser, Laurence Manning e outros. 

## Histórico

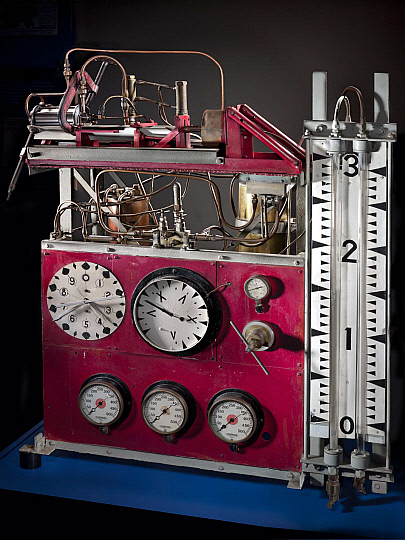
Estande de teste de foguete construído e utilizado pela American Rocket Society.

Tudo começou no restaurante italiano Nino and Nella’s, no bairro  West Chelsea, Nova York, onde o casal Pendrays, George Edward (1901-1987) e sua esposa Leatrice (Lee) Gregory, organizavam encontros de discussão sobre a possibilidade de viagens espaciais. Os Pendrays, eram contribuidores regulares de uma revista de ficção científica chamada Science Wonder Stories, e por conta disso, o seu círculo de amizades incluía muitos escritores desse gênero.
Em uma dessas reuniões, David Lasser sugeriu que o grupo se organizasse formalmente. Foi o nescimento da American Interplanetary Society. Em 4 de Abril de 1930, onze homens e uma mulher assinaram uma declaração fazendo deles os membros fundadores da AIS, tendo David Lasser como seu primeiro presidente. O número de membros cresceu usando as publicações de ficção científica para auxiliar na divulgação e recrutamento. Ao final de 1931, a AIS já possuía 100 membros.
Os membros, originalmente conduziam seus próprios experimentos a respeito de foguetes em Nova York e Nova Jersey. A sociedade imprimia seu próprio jornal. A AIS efetuou trabalho pioneiro no teste das especificações de necessidades, dos foguetes movido a combustível líquido.
Com um número de lançamentos de teste bem sucedidos ocorridos naquele período, a AIS foi responsável por definir os caminhos do programa espacial dos Estados Unidos. O seu nome foi alterado para American Rocket Society em 6 de Abril de 1934.
O Journal of the American Rocket Society (anteriormente conhecido como "Astronautics"), foi publicado de forma regular entre 1945 e 1953.
O número de membros aumentou rapidamente nos anos 50, quando o governo começou a financiar "estudos sobre a atmosfera", tendo chegado a 21.000 membros no final da década. No início de 1963 a ARS se fundiu com o Institute of the Aerospace Sciences para se tornar o American Institute of Aeronautics and Astronautics (AIAA).